# Étoile variable de type FU Orionis

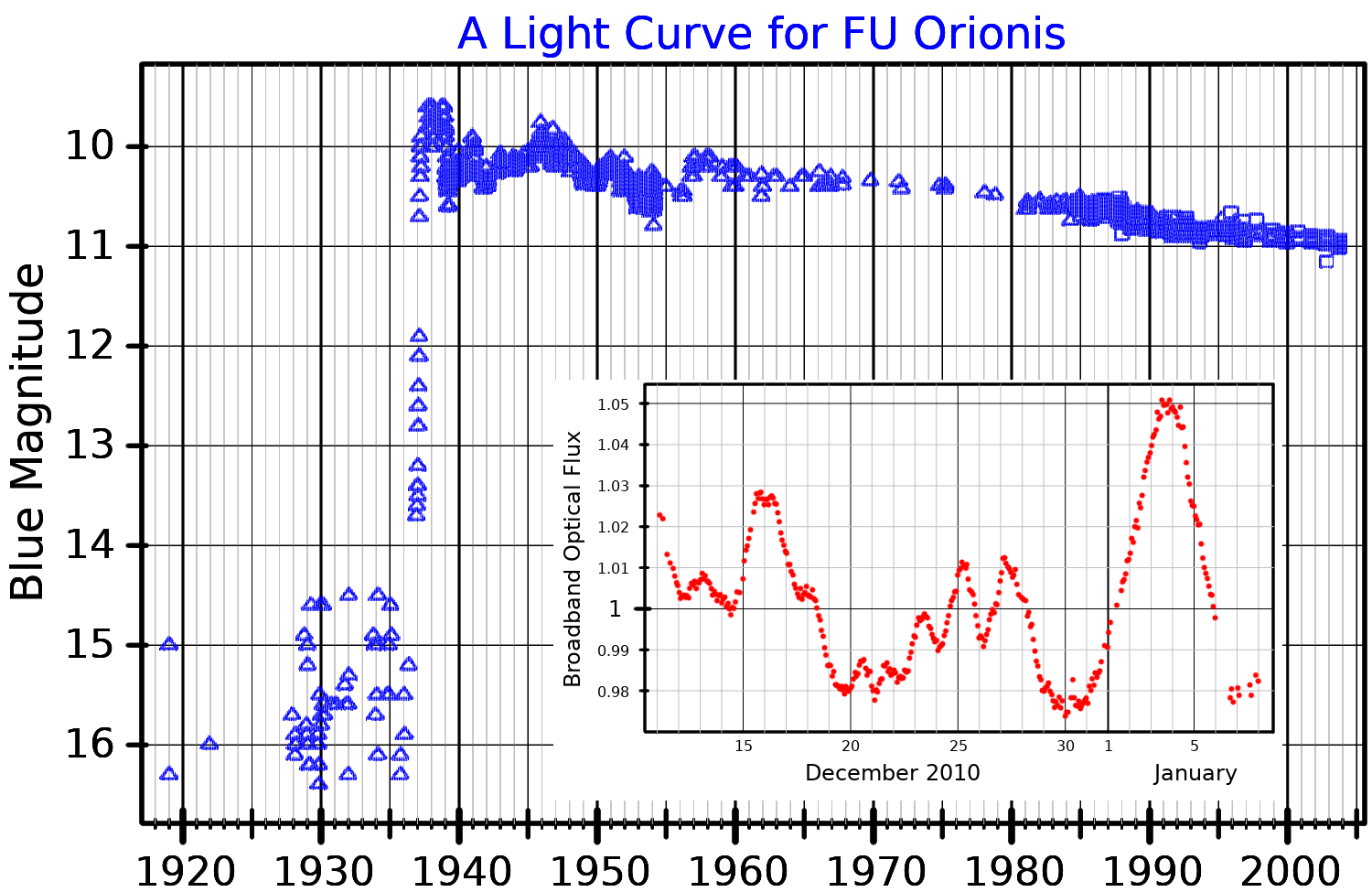
Courbe de lumière dans la partie bleue du spectre pour FU Orionis (d'après Clarke et al. 2005). Le graphique en médaillon illustre la variabilité temporelle à court terme (d'après Siwak, et al. 2013).

Une (étoile) variable de type FU Orionis est une classe observationnelle d'étoiles variables éruptives dont le paradigme est l'étoile FU Orionis. Il s'agit d'étoiles jeunes de faible masse qui présentent un sursaut de luminosité d'au moins cinq magnitudes visuelles à l'échelle de quelques mois ou quelques années. Cette éruption, qui décline par la suite sur plusieurs décennies. Le phénomène est compris comme un sursaut d'accrétion dans le disque circumstellaire qui entoure ces objets,.

## Variables confirmées
| Étoile           | Date de l'éruption | Temps caractéristiques | Temps caractéristiques | Magnitudes | Magnitudes |
| Étoile           | Date de l'éruption | Croissance (ans)       | Décroissance (ans)     | V (mag)    | K (mag)    |
| ---------------- | ------------------ | ---------------------- | ---------------------- | ---------- | ---------- |
| FU Orionis       | 1937               | 1                      | 100                    | 8,9        | 5,2        |
| V1057 Cygni (en) | 1970               | 1                      | 10                     | 11,7       | -          |
| V1515 Cygni      | années 1950        | 20                     | 30                     | 12,4       | 7,4        |
| V1735 Cygni      | 1957-1965          | < 8                    | > 20                   | 15,0       | 7,0        |
| V346 Normae      | après 1984         | < 5                    | > 5                    | 16,3       | 7,2        |
| BBW 76           | avant 1930         | —                      | 40                     | 12,2       | 7,8        |